# 篠目町
篠目町（ささめちょう）は、愛知県安城市の地名。

## 地理
安城市北西部に位置する。東は住吉町4丁目・住吉町・今池町3丁目、西は井杭山町・二本木新町、南は池浦町、北は知立市に接する。

### 学区
市立小・中学校に通う場合、学校等は以下の通りとなる。また、公立高等学校に通う場合の学区は以下の通りとなる。
| 番・番地等 | 小学校                 | 中学校               | 高等学校 |
| --- | ---------------------- | -------------------- | -------- |
| 古林（市道池浦篠目線以南） | 安城市立安城中部小学校 | 安城市立安城北中学校 | 三河学区 |
| ２丁目・３丁目・４丁目・池下・古林（市道古林畔古林１号線以北、市道池浦篠目線以北）・古林畔（市道古林畔古林１号線以北）・作野・新段留・長根・二タ又 | 安城市立作野小学校     | 安城市立篠目中学校   | 三河学区 |

## 歴史

### 人口の変遷
国勢調査による人口および世帯数の推移。
| 1995年（平成7年）  | 1247世帯 4171人 |  |
| 2000年（平成12年） | 1692世帯 5190人 |  |
| 2005年（平成17年） | 1907世帯 5612人 |  |
| 2010年（平成22年） | 2119世帯 5997人 |  |
| 2015年（平成27年） | 2271世帯 6370人 |  |
| 2020年（令和2年）  | 2391世帯 6402人 |  |

### 沿革
JR三河安城駅周辺で行われた安城新幹線駅周辺土地区画整理事業に合わせて、2006年10月7日に、箕輪町祢宜田、二本木町姥湫・長根・二ツ池・明専の一部、二本木新町東中根を篠目町童子に編入した。

## 交通
- 愛知県道安城八ツ田知立線[1]
- 愛知県道竜神安城線[1]
- 市道新安城箕輪線[1]
- 明治用水中井筋自転車道[1]

## 施設
- 愛知県種鶏センター[1]
- 安城市立篠目中学校[1]
- 安城市立作野小学校[1]
- さくの幼稚園[1]
- 作野保育園[1]
- 安城電機工場[1]
- 真宗大谷派明専寺[1]

### WEB
1. ↑  “愛知県安城市の町丁・字一覧”.   人口統計ラボ. 2023年8月26日閲覧。
2. 1 2  総務省統計局 (2022年2月10日). “令和2年国勢調査の調査結果(e-Stat) - 男女別人口，外国人人口及び世帯数－町丁・字等” (CSV). 2023年8月2日閲覧。
3. ↑  “愛知県安城市の郵便番号一覧”.   日本郵便. 2023年8月26日閲覧。
4. ↑  “市外局番の一覧” (PDF).   総務省 (2022年3月1日). 2022年3月22日閲覧。
5. ↑  安城市役所教育振興部学校教育課学事係 (2022年4月7日). “小中学校区一覧（町別50音順）”.   安城市. 2023年10月1日閲覧。
6. ↑  “平成29年度以降の愛知県公立高等学校（全日制課程）入学者選抜における通学区域並びに群及びグループ分け案について”.   愛知県教育委員会 (2015年2月16日). 2019年1月14日閲覧。
7. ↑  総務省統計局 (2014年3月28日). “平成7年国勢調査の調査結果(e-Stat) - 男女別人口及び世帯数 －町丁・字等” (CSV). 2021年7月20日閲覧。
8. ↑  総務省統計局 (2014年5月30日). “平成12年国勢調査の調査結果(e-Stat) - 男女別人口及び世帯数 －町丁・字等” (CSV). 2021年7月20日閲覧。
9. ↑  総務省統計局 (2014年6月27日). “平成17年国勢調査の調査結果(e-Stat) - 男女別人口及び世帯数 －町丁・字等” (CSV). 2021年7月21日閲覧。
10. ↑  総務省統計局 (2012年1月20日). “平成22年国勢調査の調査結果(e-Stat) - 男女別人口及び世帯数 －町丁・字等” (CSV). 2021年7月21日閲覧。
11. ↑  総務省統計局 (2017年1月27日). “平成27年国勢調査の調査結果(e-Stat) - 男女別人口及び世帯数 －町丁・字等” (CSV). 2021年7月21日閲覧。
12. ↑  “区画整理による住所変更”.  安城市. 2024年3月15日閲覧。
13. ↑  “三河安城地区（安城新幹線駅周辺土地区画整理事業）地番変更対照表” (PDF).  安城市. 2024年3月15日閲覧。

### 書籍
1. 1 2 3 4 5 6 7 8 9 10 11 12 13  「角川日本地名大辞典」編纂委員会 1989, p. 1565.